# Olinto Dini
Olinto Dini (Castelnuovo di Garfagnana, 25 gennaio 1873 – Castelnuovo di Garfagnana, 16 marzo 1951) è stato un poeta italiano.

## Biografia

### Gioventù
Olinto Dini nacque a Castelnuovo di Garfagnana il 25 gennaio del 1873 da Adele de' Conti Carli ed Emiliano Dini, famiglia benestante di origini fiorentine emigrata in Garfagnana nel XV secolo.  Sin da fanciullo poté approfittare della possibilità di arricchire le sue conoscenze grazie alla libreria pubblica aperta dal bisnonno Emiliano a Castelnuovo, successivamente infoltita di testi dal figlio Olinto (Nonno di Olinto Dini, suo omonimo), scienziato e professore di fisica all'università di Pisa, morto nel 1866. Furono proprio i suoi testi a trasmettere al poeta il piacere della conoscenza.

### I primi studi
Compì gli studi ginnasiali nel Convitto Cicognini di Prato (di cui era stato convittore anche   Gabriele D'Annunzio), all'epoca diretto dal letterato Ulisse Poggi, e quelli liceali a Lucca, dove ebbe tra gli  insegnanti  Albino Zenatti. Fu proprio il professor Zenatti che incentivò la propensione di Olinto Dini alla poesia, facendo sorgere in lui l'amore per la stessa, guidandolo nella conoscenza degli scrittori del dolce stil novo, di Poliziano, di Boiardo, dell'Ariosto, di Parini, di Foscolo, di Leopardi e ancora Carducci per il quale nutriva una profonda ammirazione.

### Il periodo pisano
Nel 1895 conseguì la laurea in lettere alla facoltà di Pisa, indirizzato negli studi da Alessandro D'Ancona, celebre scrittore e critico, e Francesco Flamini, scrittore e Rettore Magnifico dell'Università di Pisa, dopo aver trascorso un lungo e tormentato periodo della sua vita caratterizzato da problemi domestici e malattie di vario genere.
La sua tesi di laurea portava il titolo “Le rime burlesche di Anton Francesco Grazzini detto il Lasca”, e fu pubblicata nel 1896 – sebbene solo in parte – dalla casa editrice Mariotti.
Tale testo dimostra quanto Olinto Dini fosse capace di applicarsi nello studio storico grazie agli insegnamenti del D'Ancona.
L'esperienza di Pisa fu una delle più importanti per la vita di Olinto Dini che durante gli anni universitari conobbe, fra tanti, il poeta Aurelio Ugolini, grande amico a cui rimase legato durante tutto il corso della vita.
In seguito alla morte del padre avvenuta nel 1885, che lasciò la famiglia in condizioni finanziariamente critiche, ed una volta laureato, Olinto Dini decise di intraprendere la professione di docente che lo portò a diversi spostamenti per tutta Italia: Alessandria, Bra, Carrara, Castel Monferrato, Città Sant'Angelo, Cortona, Livorno, Melfi, Mondovì, Pavia, Pietrasanta, Pisa, Reggio Emilia, Ventimiglia.

### Il ritorno in Garfagnana
Dopo gli studi e il periodo passato ad insegnare in diverse parti d'Italia, all'età di quarantasette anni Olinto Dini lasciò la professione di insegnante e tornò a Castelnuovo, nella vecchia casa di famiglia (distrutta poi nel 1944 in seguito ai bombardamenti che colpirono Castelnuovo di Garfagnana durante la seconda guerra mondiale) dentro cui adorava passare le sue giornate, circondato soltanto dal verde. Dalla terrazza della dimora il poeta poteva godere della vista della sua amata terra, dal fiume Serchio alla Pania di Corfino. Diverse liriche parlano del paesaggio della Garfagnana; sfogliando uno qualsiasi dei suoi volumi si trovano interi poemi che parlano della sua terra, così come succede con "Di sulla Pania":
(vv.1-4)
Qui rimase sino alla sua morte nel 16 marzo del 1951.

#### L'amore per la sua terra e la natura
È proprio la Garfagnana la protagonista di tanti dei componimenti del poeta che era solito passeggiare per le selve del luogo. Tanto era grande questo amore per la terra da spingerlo a far costruire il “Villino dei Sogni” su una collinetta di Castelnuovo, dove si ritirava molto spesso per rimanere solo con se stesso.  Sulla facciata della villa, in seguito alla sua morte, venne fatta apporre dall'amico Renato Majolo una targa in suo onore: «In questa piccola casa Olinto Dini comunicò agli uomini le gioie dell'anima e tanto più semplice e umile fu la sua vita tanto più in alto con l'ispirazione delle muse fu sollevato agli splendidi paradisi del sogno dalla robusta ala della poesia.[...]»
Fu la solitudine la principale compagnia del poeta che non disprezzava la vita ma che, comunque, preferì appartarsi, limitando il contatto umano nel privilegiare le corrispondenze cartacee.
La sua felicità era data dal vivere nella contemplazione, lontano dalla cattiveria del mondo; per questo scelse i propri affetti con gran cura.
(Olinto Dini)
Spesso il poeta compiva lunghe camminate in giro per la Garfagnana, visitando monti e selve, preferendo sentieri rocciosi a sentieri pianeggianti e risalendo sin sulla cima per ricercare la massima ispirazione. Conosceva molto bene le Apuane e l'Alpe.
Viveva la natura nella sua totalità, trovando meravigliosa ogni sua forma di espressione. Essa è espressione della grandezza di Dio che si nasconde nelle cose semplici e povere.

### L'amore e la figura della donna
L'amore fu sicuramente uno dei temi più apprezzati e sentiti da parte del Dini che, diverse volte, cadde vittima di donne che ingannarono l'animo che rifletteva sulla persona amata ideali fantastici spesso incompresi. Potrebbe essere proprio la delusione d'amore ad aver portato poi il poeta alla sua solitudine. Quello del Dini non è un amore carnale, ma un sentimento puro, spirituale che ricorda la concezione stilnovista per quanto la bellezza esteriore, una volta che la figura della donna gli si pone di fronte agli occhi non si trasformi mai nei suoi componimenti in una bellezza morale. Rimane il suo amore sincero e profondo per la donna che esalta, paragonandola spesso ad immagini floreali, in particolare alla rosa. Lo stesso Dini dice che «ogni fanciulla è un fiore.»
Olinto Dini trasporta nelle sue opere il sentimento, scrivendo di giovani donne in ogni suo poema.
In ognuna di quelle fanciulle, per quante possano essere, ricerca la serenità dell'anima.
Sono ragazze sempre sorridenti, rappresentazione di purezza che si legge sui loro volti e nei loro occhi, tanto caste da sembrare entità divine.
La donna è una figura importante per il Dini che concentra su di lei i propri pensieri. Ogni giovane che egli vede lo fa innamorare; tutto dal modo in cui lei sorride al modo in cui osserva il mondo, la fa risultare un'apparizione. Una devozione, questa, dovuta al candore del poeta garfagnino nonostante le sofferenze vissute.
Le diverse infatuazioni portarono al poeta non poca sofferenza, non solo dovuta al sentimento stesso ma anche alle critiche e all'ironia, che confessò anche all'amico Renato Majolo in una delle sue lettere.

### Il tema della morte
Il tema che viene principalmente contrapposto all'amore (sinonimo di vita) è quello della morte, di cui Olinto Dini ha sempre cercato di rompere il mistero. Tentativo che è risultato vano.
La morte non viene vista come un evento da disprezzare o di cui aver paura, ma da accettare in quanto fine della sofferenza fisica ed emotiva. Il poeta non riesce a vedere la vita come cammino verso la morte, per lui lo scopo sta nel godersene ogni istante.
Egli costringe se stesso a pensare e a scrivere di morte, cercando di abituarsi a lei prima che essa arrivi. La morte viene rappresentata dal poeta in diversi modi (ad esempio elaborando le figure della mitologia nordica) poiché, ognuno, avrà una propria rappresentazione della morte a seconda della propria condotta.
L'aldilà appare come il regno dell'amore defunto, dove stanno le figure che ci appaiono nuovamente nei momenti cupi in cui le richiamiamo. Sicuramente la vita risulterebbe migliore se potessimo continuare a viverla con le persone defunte, a noi care, ma in ogni caso che ciò sia possibile o meno, è quello che desideriamo.
L'uomo è l'unico essere vivente ad avere la consapevolezza che, prima o poi, arriverà la morte; ma Olinto Dini vive solo nel pensiero della gioia terrena, lasciando alla morte la libertà di farglisi vicina. La cosa che davvero lo spaventa è l'ignoto che troviamo dopo la morte perché rifiuta di credere che l'esistenza dell'uomo termini in qualcosa di misterioso e sconosciuto.
Nel corso della sua esistenza, matura la speranza che ci sia una vita dopo la morte, che il suo animo diventi parte dell'eternità. Prima di morire aspira all'incontro con Dio.

### L'importanza della giovinezza
La giovinezza è un altro dei temi che spesso ricorrono nei componimenti di Olinto Dini, il quale con il passare degli anni tende a ricordare con nostalgia il periodo dell'adolescenza.
Il tema della gioventù, che è l'unico davvero capace di distaccare dal dolore, è trattato dal poeta con affetto, ricordandolo in aspetti come la mattina, il cielo, l'acqua e la primavera.
Il mistero della giovinezza si ritrova nella speranza, che il Dini ricerca e cerca di capire attraverso gli occhi delle giovani donne che popolano le sue liriche.

### L'amicizia con Renato Majolo
Una figura importante nella vita di Olinto Dini è stata sicuramente quella di Renato Majolo, amico del poeta con cui ha avuto una fitta corrispondenza.
Definito come il più grande amico da Olinto Dini, la differenza di età non pare aver mai inciso sul loro rapporto di profondo affetto, così come testimonia il Majolo nel testo da lui scritto in memoria del poeta.
In una delle ultime lettere inviate al Majolo, il poeta dice:
(Olinto Dini – da una lettera a Renato Majolo, 8 marzo 1951)
Renato Majolo sottolinea come il candore sia la qualità maggiore di Olinto Dini, lontano dall'ipocrisia. Non esiste differenza tra bene e verità che risultano, quindi, essere la medesima cosa
per il poeta.
È all'amico che Olinto Dini confessa molti dei suoi pensieri nelle numerose lettere, così come fece in seguito alla partecipazione al “Premio Carducci” nel 1950 che, secondo alcune testimonianze, risultò truccato. Il poeta rimase deluso dal risultato, soprattutto a causa del tradimento di Garibaldo Alessandrini, suo amico, che pare fosse coinvolto nella faccenda.

## Il Poeta e il suo stile
(V. Borghini)
Di scuola classica, Olinto Dini è poeta prevalentemente autobiografico che racconta di esperienze e sensazioni vissute. Rimane estraneo alle avanguardie della sua epoca, rifiutando le nuove correnti letterarie come il Futurismo, l'Ermetismo e il Surrealismo.
Preferisce la poesia umile come lui stesso, la poesia dell'emozione, lasciando libero sfogo ai propri sentimenti che trasforma in poema.
Nonostante la regola classica di scelta tra forma o sostanza della poesia, Olinto Dini rifiuta di prediligere una delle due alternative, continuando a preferire la propria visione personale della poesia e scrivendo di conseguenza nel modo che ritiene più giusto.
Cresciuto nel pieno periodo dannunziano, si allontana da qualsiasi corrente, tenendo a distanza ogni virtù, poiché la poesia stessa è la prima e più importante di tutte le virtù. Per il poeta, la poesia è la lingua che Dio utilizzò per la creazione dell'Universo.
Indifferente, quindi, continua con le sue convinzioni senza contrastare chi imbocca strade diverse dalla sua.
L'aspetto principale della sua poesia è la brevità che fa appello alla descrizione per accenni e simboli, fatta di sintesi, senza stentarla ed evitando di superarne i limiti. Il poeta libera così la sua opera rendendola musicale, una musicalità dovuta al tentativo di parlare del mondo attraverso le sensazioni. La base classica si riflette nell'uso di figure retoriche come il distico elegiaco o il chiasmo. Sono presenti anche l'antitesi e l'anafora, oltre a vari processi semantici. Tiene d'occhio anche la qualità del suono con aspetti fonetici come, ad esempio, la sineresi e la dieresi.
A livello sintattico troviamo particolarità nell'uso dei verbi, del plurale e ancora dell'accordo.
Il punto cardine del verso sta nella posizione dei sostantivi, capaci di mutare il significato dei concetti, a seconda di dove questi vengono disposti.
Parlando di Olinto Dini non si può discutere di influenze vere e proprie, ma piuttosto di lievi ispirazioni verso poeti come Francesco Petrarca di cui riscontriamo nel Dini l'ingegno e la brevità dei versi, ed Angelo Poliziano. Egli non rimane fermo sulle forme tradizionali della poesia ma evolve e migliora nel corso del tempo, spostandosi dalla rima ai versi sciolti.
Cerca di evitare ciò che non ha un confine ben preciso, provando una profonda angoscia ogni qualvolta incappa in aspetti infiniti, dalle forme non definite. Nei suoi componimenti si trova la vita in ogni singola immagine descritta, carpita secondo il suo spirito, così come si trova l'intensa ricerca di Dio. Olinto Dini contempla il mondo che lo circonda, senza fermarsi all'aspetto simbolico, basandosi su quel rapporto intimo che esiste tra l'anima e il mondo stesso.
Sperimenta nel corso degli anni numerose strutture, ballata, canzone classica, distico, elegia, lauda, madrigale, ottava, quartina, sestina, sonetto e terzina, che usa con criterio e accortezza grazie alla tecnica acquisita con fatica. Negli ultimi anni, non più preoccupato dalla critica, lascia completo sfogo alla sua indole, gioendo della poesia.
Valorizzato forse da pochi, uno dei suoi più grandi sostenitori fu probabilmente Ettore Cozzani che nell'accogliere sulla sua rivista letteraria L'Eroica le opere del poeta, ne esaltò il lavoro. Cozzani apprezzava l'individualità poetica del Dini, per anni ne sostenne la produzione fiducioso del fatto che prima o poi qualcuno sarebbe riuscito a capire e a dare il giusto valore all'opera di Olinto Dini che rimane troppe volte sconosciuta.

## Le opere

### Elenco delle opere poetiche
- 1900
  - Alcune Poesie
- 1902
  - Poesie
- 1903
  - Nuove Poesie
- 1905
  - Sonetti Apuani
- 1909
  - Fremiti e sogni
- 1914
  - Due vite
- 1920
  - Vita e Sogno
- 1926
  - Natura e Anima
- 1928
  - Epigrammi lirici
- 1929
  - Ombre e fulgori
- 1932
  - Dal mio romitaggio
- 1933
  - Biancofiore (Poemetto narrativo)
- 1934
  - Tormenti e Consolazioni
- 1937
  - Voci della mia sera
- 1938
  - Fervori e raccoglimenti
- 1942
  - Fonte vivo
- 1948
  - Contrasti e armonie
- 1950
  - Dal Villino dei Sogni
- 1951
  - Quattro Poemetti

### Analisi delle opere (Dal 1900 al 1934)
- Alcune Poesie (1900): Prima raccolta di poesie di Olinto Dini, pubblicata dalla Tipografia Editrice F.Mariotti, è composta da dieci liriche.

Di ispirazione carducciana, prende spunto anche dai lavori di Giovanni Marradi. Un esempio di tale influenza si riscontra nella composizione “Messaggio” che fa da testimone ad uno dei fili conduttori della poesia di Olinto Dini, vale a dire la nostalgia del luogo di nascita durante gli anni trascorsi lontano dalla Garfagnana.
Ancora il riferimento carducciano è visibile nella composizione “Sole di Maggio”, come, ad esempio, nelle espressioni «cieli splendidi», «un ardente desio di vivere ferve in cuore», «anima florida».
Così come il tema del luogo natìo, compare anche la figura della donna come immagine preziosa, tanto cara al poeta, come prova una delle poesie presenti, “Apparizione”, che Olinto Dini dedicò ad Ettore Brambilla.
Questo prova l'impronta che il Petrarca ha lasciato su Olinto Dini che usa espressioni come «verdi piagge», «molli ombre» e «crin vago».
Questa prima raccolta fu apprezzata da diversi personaggi tra cui Angiolo Orvieto che ne scrisse un giudizio positivo su Il Marzocco.
- Poesie (1902): Raccolta dedicata ad Angiolo Orvieto si compone di sedici liriche, quasi tutte a carattere descrittivo (Tramonto, Sulle alpi Apuane ecc.), trova nella poesia Vittorio Alfieri uno dei rari tentativi di approccio del Dini alla poesia civile.

Una delle caratteristiche principali che danno colore a questa raccolta è la fusione tra la lirica e l'aspetto rurale della vita.
- Nuove Poesie (1903): Raccolta di poche pagine stampata a Castelnuovo di Garfagnana presso A. Rosa, presenta i primi approfondimenti di diversi temi da parte di Olinto Dini, uno tra i quali l'amore. La figura femminile viene notata e sottolineata anche per i suoi attributi fisici, che vanno a carezzare l'animo del poeta. È qui che appare Jella, una fanciulla di cui si conosce solo il «bel capo biondo» e i «vaghi occhi», capace di mutare la percezione di paesaggio e cose da parte del poeta che ne rimane incantato.

Altri due temi che Olinto Dini affronta in questa raccolta, sono la vita e la morte che vengono viste dal poeta come due sorelle: «Vita e Morte si baciano: due belle
dolci sorelle.».
- Fremiti e Sogni (1909): Questo volumetto edito dal Lapi di Città del Castello, dedicato alla madre morta in quello stesso anno, racconta del dolore del poeta. Uno dei componimenti è dedicato alla scomparsa della donna amata (Jella), Jella reduce che racconta, nello sgomento del poeta, della morte della giovane.

(vv. 5-8)
Al dolore della perdita si unisce quello per l'abbandono e per il vuoto.
Si ritrovano in questo volume il desiderio del poeta che ogni cosa si trasformi in un sogno, e l'intenzione di rivedere, in un mondo migliore di quello in cui viveva, le persone care che sono morte.
- Due Vite (1914): Raccolta donata ad Ettore Cozzani ed edita anch'essa dal Lapi di Città del Castello, è probabilmente l'opera in cui Olinto Dini perfeziona la sua poesia.

Ritroviamo tra i suoi poemi la quasi onnipresente dedica al luogo natio, che viene descritto con passione nella pena di starvi lontano.
- Vita e sogno (1920): Volume pubblicato per L'Eroica di Milano, è composto dalle raccolte precedenti e da qualche altro lavoro, ottiene diversi consensi da parte della critica dell'epoca. Sei anni corrono tra la precedente raccolta (Due Vite) e Vita e Sogno, durante i quali Olinto Dini vive in solitudine, al di fuori di ciò che avviene nel mondo. È questo il periodo della Grande Guerra, da cui il poeta cerca di fuggire rifugiandosi nella sua solitudine.

La realtà, che ci rende felici o tristi per qualche istante prima di svanire, viene contrapposta a ciò che nutre la nostra fantasia; due elementi opposti che il Dini fonde nella sua poesia.
Il poema che forse più risalta è In una stella, caratterizzato dalla schiettezza di espressione; l'immagine femminile è il suo elemento principale. Torna qui il riferimento al dolce stil novo, corrente alla quale il poeta si ispira per scrivere molti dei suoi componimenti.
- Natura e anima (1926): Prima delle tre raccolte presenti nella Collana di Corallo de L'Eroica, il tema principale sta nel rapporto che lega l'uomo alla natura e viceversa. Secondo il poeta la vita sta nelle mani di un essere superiore a noi, al di fuori del mondo, come conferma il poema Meriggio arcano. Il legame tra natura e poeta non è dettato solo dal piacere estetico, ma da qualcosa di più profondo che fa vivere al Dini questo legame in una nota più intima dell'anima.

La giovane figura femminile torna nostalgicamente a mostrarsi nei componimenti di questa raccolta, legandosi alle immagini dell'adolescenza del Dini. Tutto ciò che è vivo è destinato a morire, così come la giovinezza che prima o poi svanisce. A tale proposito è dedicata la poesia Te ne vai giovinezza, che lega il Dini a poeti come Agostino Cagnoli che hanno trattato lo stesso argomento. Un chiaro invito a godere degli anni della gioventù.
- Epigrammi lirici (1928): Seconda raccolta presente nella Collana di Corallo de L'Eroica, raccoglie componimenti nei quali, il poeta, si aggrappa ai ricordi a lui più cari, quelli della giovinezza che gli causa nostalgia.

A causa dell'età (scrive questa raccolta all'età di 56 anni), ha perso molte delle speranze e delle illusioni coltivate da giovane, rese ancora più lontane dal fisico non più perfettamente in forma.
La figura della giovane donna torna a farsi sentire in maniera ben più lieve, più per piacere del ricordo e della bellezza esteriore. La osserva con gli occhi di un uomo, non più di un adolescente che prova i piaceri dell'amore.
Ha, invece più rilievo l'infanzia, che ormai pareva essersi allontanata del tutto dal poeta in favore della maturità appesantita dai pensieri.
È proprio questo pesante sconforto, che esula dal pessimismo, a caratterizzare i poemi, accompagnato dall'immagine della morte a cui il poeta fa appello per esser lasciato in vita sino a quando gli rimarrà forza di comporre. Momenti di scontento vengono fermati su carta dal poeta, seppure allo stesso tempo siano dimenticati in fretta per favorire la vita.
- Ombre e fulgori (1929): Terza ed ultima raccolta presente nella Collana di Corallo de L'Eroica, mostra altre caratteristiche della poesia di Olinto Dini.

Dal buio si va progressivamente verso la luce, un alternarsi di quei sentimenti contrapposti che spesso troviamo nei componimenti del poeta. Temi come la fanciullezza e la natura tornano nei diversi componimenti.
Gorgone è l'esempio più evidente delle ombre da cui parte la raccolta, con una ricca sequenza di erre (vibra, stride, raffiche, roveto, sorge, erma, orrida.) che testimoniano la forza del vento, seguite dalla cupa immagine di Medusa. Suoni più morbidi (ombre, fosche, Alpi, vanno.) simboleggiano le nuvole cariche di pioggia. Tutto si risolve, poi, nella pace mattutina.
- Dal mio romitaggio (1932): Volume pubblicato da L'Eroica, rappresenta il consolidarsi dello stile poetico del Dini che, seppur sempre fedele ai suoi temi preferiti, migliora.

Il tentativo di rischiarare l'ignoto è presente anche in questa raccolta.
Le immagini naturali, come ad esempio il fiume, sono associate a significati più alti, spirituali. La natura è vissuta molto profondamente in un intenso gioco tra luce ed ombra in intervalli in cui si ritrovano le riflessioni dovute a quel dubbio universale che appesantisce l'animo del poeta.
L'aspetto dell'al di là misterioso è presente in tutta l'opera, ricco di senso di desolazione, a differenza della gioventù, del desiderio che torna, nel modo più pudico, solo in qualche componimento.
- Biancofiore (1933): Questo poema in ottave fu scritto dal poeta in occasione del quarto centenario della morte dell'Ariosto, dedicato a quest'ultimo in quella stessa occasione. Questo componimento riscosse molti commenti positivi da parte della critica.

Per quanto l'argomento di cui tratta non sia nuovo, il Dini riesce in questo componimento a caratterizzare a modo suo i personaggi e richiama paesaggi esotici senza lasciarsi condizionare eccessivamente dal suo spirito poetico.
Biancofiore, la protagonista di uno dei racconti del Boccaccio, è lasciata in secondo piano, trasformata dal Dini in un'idea in cui incarna la sua concezione della donna. Questo aspetto indica la propensione lirica del poeta rispetto all'epica a cui comunque si approccia anche in Biancofiore.
Il carattere psicologico dei personaggi viene lasciato in disparte, sono soltanto accennati nel corso del poema ad eccezione di Florio che è presente in tutto il componimento e che il poeta pare aver trasformato nel protagonista. A livello allegorico quest'immagine è la caratterizzazione dell'interesse dell'uomo nei confronti della bellezza femminile cui si espone, senza timore, per conquistarla. Si potrebbe esaminare tale aspetto anche da un punto di vista autobiografico essendo Florio caratterizzato dal desiderio di solitudine e dall'ammirazione per la donna proprio come il poeta. È un amore pudico, così come lo è tutto il componimento che, nel momento in cui avviene l'incontro tra i due innamorati, passa oltre.
- Tormenti e Consolazioni (1934): L'intimo conflitto interno del poeta continua a farsi sentire anche in questa raccolta pubblicata dalla rivista L'Eroica, un tormento a cui fa fatica trovare la soluzione. Una disperazione tale da portare a pensare che non possa esservi alcuna possibilità di risoluzione che, invece, arriva quasi all'improvviso. Una soluzione che con lo stesso stupore del poeta si rivela essere Dio.

È qui che entra in scena la consolazione che risolleva lo spirito per quanto verrà in breve sostituita da un nuovo conflitto. Deve essere felice chi può dire di aver superato un momento angoscioso, una consolazione che rimarrà per tutta la vita.
È duplice la serenità di cui può godere Olinto Dini che è sempre accompagnato dalla poesia, che lui stesso definisce «Alta Consolatrice».